# Mont Misen
Le mont Misen (弥山, Misen) est une montagne du Japon situé sur l'île d'Itsukushima, située dans la préfecture de Hiroshima. Il s'élève au-dessus de l'île à une altitude de 535 mètres.
Son versant nord couvert par une épaisse forêt est parsemé de torii et de bâtiments du temple de Daishō-in.
Au mont Misen est attachée la légende des Sept Merveilles du Mont Misen qui résultent de l'entraînement du maître Kobo Daishi qui vivait sur cette montagne :
- le Feu Éternel : un feu que le maître a allumé et qui n'a cessé de brûler durant mille ans ;
- le prunier du Bâton de Prière : quand le maître a laissé son bâton de prière, des racines sont apparues et un arbre a grandi ;
- le rocher de la Marée : l'eau salée à l'intérieur du trou d'un rocher monte et redescend selon la marée ;
- le rocher Mandala : des écritures gravées sur un rocher grâce au talent calligraphique du maître ;
- le son des Battants de bois : un bruit non localisable qui viendrait des battants d'un lutin qui vit au Mont Misen ;
- le cerisier de la Rosée : même les jours ensoleillés, on peut y voir la rosée comme s'il avait plu ;
- le cèdre du Feu du Dragon : un arbre au sommet du Mont qui observe les mystérieuses boules de feu (appelées « le Feu du Dragon ») qui apparaissent sur la mer entourant Miyajima.

Cette légende est consacrée en particulier par la vente de coffrets de momiji manju, l'une des spécialités culinaire originaires de Miyajima. Les momiji manju sont des petits gâteaux en forme de feuille d'érable traditionnellement fourrés à la pâte d'azuki, mais on en trouve à la patate douce, aux marrons, au thé vert, à la crème, etc. Ce coffret des Sept Merveilles présente sept de ces gâteaux, chacun avec une saveur qui fait référence à l'une des « Merveilles » : prune, cerise, épices, etc.